# Charles Pitou
 (avril 2011).
Si vous disposez d'ouvrages ou d'articles de référence ou si vous connaissez des sites web de qualité traitant du thème abordé ici, merci de compléter l'article en donnant les références utiles à sa vérifiabilité et en les liant à la section « Notes et références ».
Pour les articles homonymes, voir Pitou.
Charles Pitou, né le 12 mars 1849 à Bellême dans l'Orne et mort le 22 août 1927 à Senonches en Eure-et-Loir, est un poète français, surnommé le « Mistral Percheron ».

## Biographie
Dès 1853 ses parents s'installent à Longny-au-Perche où Charles Pitou passe son enfance. Après des études au collège de Nogent-le-Rotrou, il fera sa carrière dans le domaine du droit et de la justice, suivant les traces de son père, huissier de justice.
Ainsi, après avoir été clerc chez un notaire de Longny-au-Perche, il sera greffier de justice de Paix à Senonches.
Pendant la guerre de 1870, Charles Pitou est sergent-fourrier dans la deuxième compagnie du quatrième bataillon mobile de l'Orne. Il reçoit la médaille militaire pour son comportement héroïque à Courcebœufs, le 12 janvier 1871.

## Œuvres de Charles Pitou
Charles Pitou écrit aussi bien de la prose que des vers. Il publie des études bibliographiques, des nouvelles et de la poésie dans de nombreux journaux et revues aussi bien régionaux que nationaux, dont Le Nogentais, Le Perche, La Revue normande et percheronne, La France illustrée, La Plume, le Dictionnaire illustré des contemporains… Citons également la revue du Chat noir, le célèbre cabaret de Montmartre, rendez-vous des artistes de l'époque.
Ses poésies, souvent mises en musique, y sont chantées et lui valent le surnom de « Mistral Percheron ». Charles Pitou est considéré comme l'un des derniers Parnassiens.
Observateur attentif, il a également laissé de savoureux récits, témoignages de la vie et du parlé percheron de l'époque. Publiés au fil des différents journaux et revues cités ci-dessus, le poète en sélectionna quelques-uns qui furent regroupés dans Au pays Percheron. Les Amis du Perche ont réédité cet ouvrage en 1995.
Charles Pitou s'éteint le 22 août 1927 à Senonches, âgé de 78 ans. Il repose auprès de son épouse, à Longny-au-Perche, non loin de la chapelle Notre-Dame de la Pitié. Sur sa tombe figurent différents éléments, hommages à son œuvre.
Outre le sonnet Terminus  composé par le poète lui-même, on peut y voir gravé sur les pages d'un livre le titre de plusieurs de ses œuvres Au versant du coteau, Bonheurs intimes, Les feux-follets, Les larmes d'or, Au Pays Percheron : Histoires de chez nous.
On y voit également un médaillon de bronze représentant le poète de profil encadré d'une lyre. Ce médaillon est dédicacé « Cordial souvenir » par son ami, le sculpteur nogentais, Camille Gaté.

## Publications
- Au pays percheron, 1995.
- Au Pays percheron, souvenirs et récits (Le Bonnet d'évêque. La Jument qui pète eul feu. La Banceline. Eul Cadeau du gâs Guste. La Roupie. Ma pauv' Françoise. Antoine. La Revanche de Mirouille, etc.), 1913.
- Voici Messidor…, 1911.
- Les larmes d'or, 1878.
- La Sève, paroles de Charles Pitou, 1875.
- Les Feux-Follets. Premières poésies, 1873.